# Abigail Fillmore

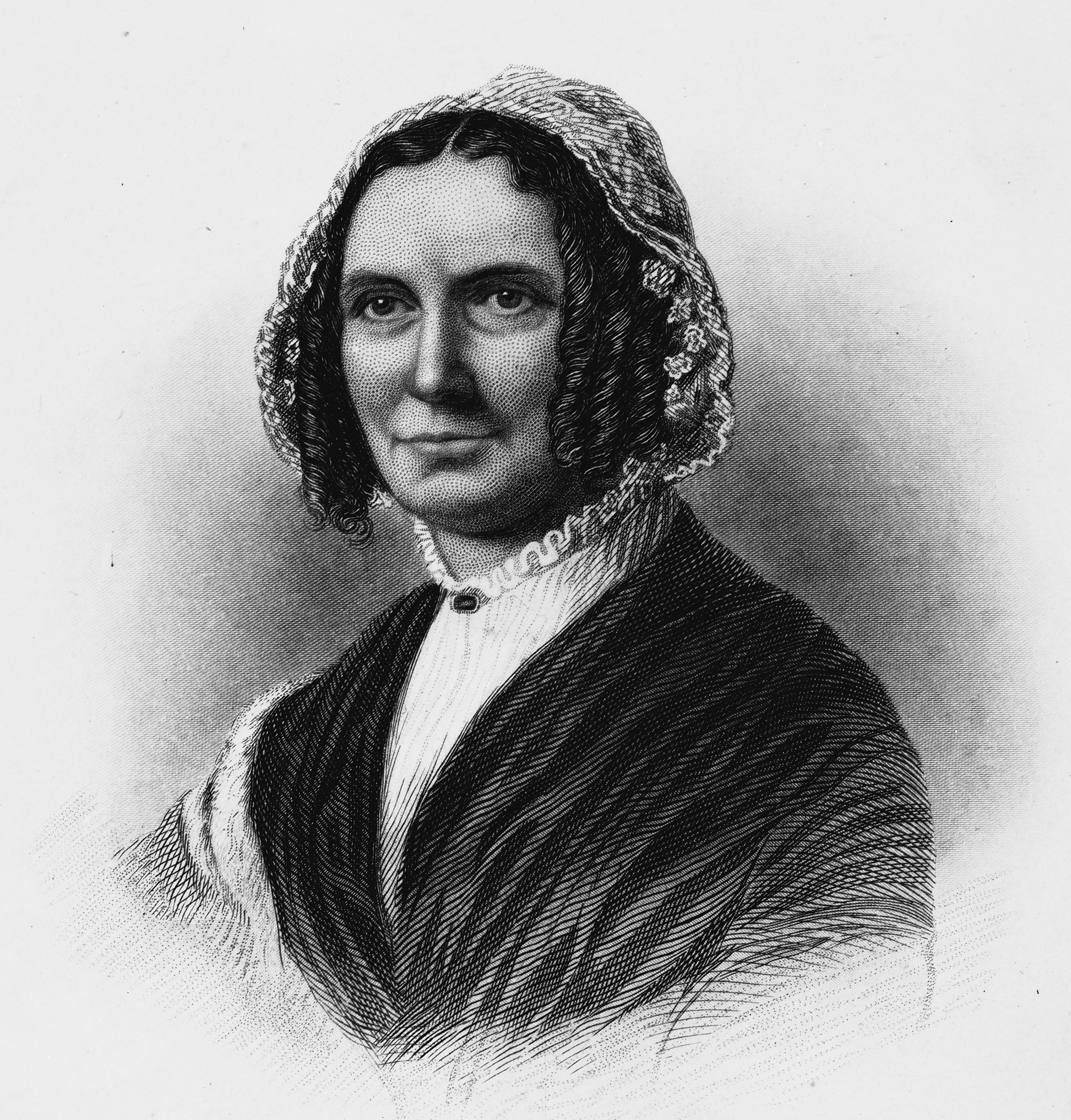
Abigail Fillmore

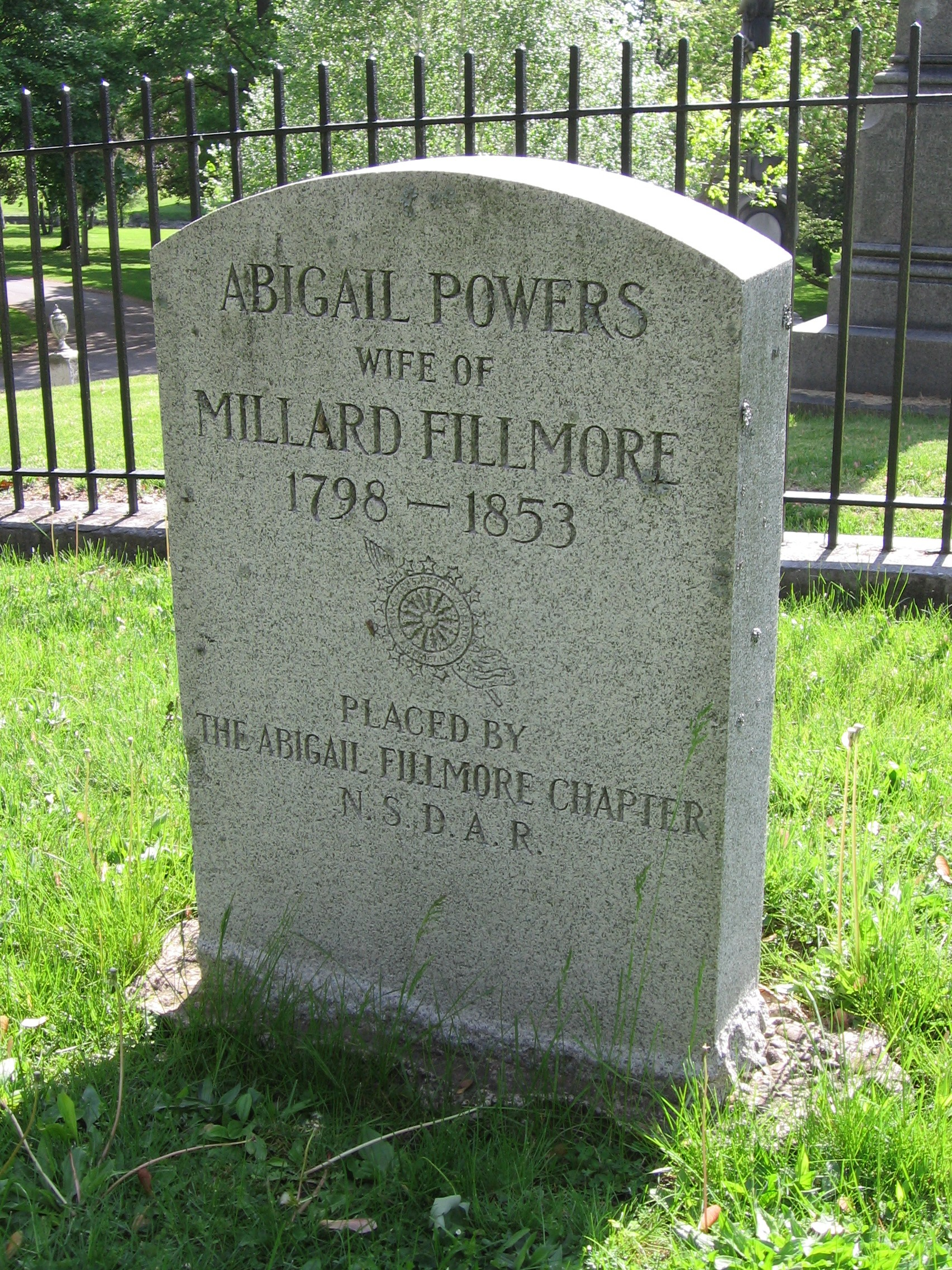
Grabstein

Abigail Powers Fillmore (* 13. März 1798 in Stillwater, Saratoga County, New York; † 30. März 1853 in Washington, D.C.) war eine US-amerikanische Lehrerin und als Ehefrau von US-Präsident Millard Fillmore First Lady der Vereinigten Staaten von 1850 bis 1853.

## Leben
Ihr Vater Lemuel Powers starb kurz nach ihrer Geburt. Der Baptistenprediger hinterließ eine große persönliche Bibliothek, mithilfe derer ihre Mutter sie und ihren Bruder erzog. So erhielt Abigail eine höhere Bildung, als zu jener Zeit üblich war. Ihr werden Kenntnisse in Literatur, Mathematik, Geschichte, Politik, Philosophie und Geografie zugeschrieben.
1814 wurde sie im Alter von 16 Jahren Teilzeitlehrerin an der Schule der Kleinstadt Sempronius, an der bereits zwei ihrer Brüder und ein Cousin gelehrt hatten. Zusätzlich lehrte sie ab 1819 im Weiler New Hope, wo eine private Akademie gegründet worden war. Hier unterrichtete sie auch Millard Fillmore – der Bauernsohn hatte zuvor nur unregelmäßig die Schule besuchen können und bemühte sich um Weiterbildung. Abigail, die nur zwei Jahre älter als er war, ermutigte Fillmore in seinem Bildungsstreben und lieh ihm Bücher. Zu Themen, bei denen es auch ihr an Wissen fehlte, studierten sie gemeinsam. Im selben Jahr zog Fillmores Familie zunächst nach Moravia, dann East Aurora. Laut ihrer Biografie in der National First Ladies’ Library blieb Abigail mit Millard per Brief in Kontakt.
Zwischen 1821 und 1822 soll sich das Paar verlobt haben; vorerst jedoch lebten sie getrennt. Abigail arbeitete von 1824 bis 1825 in Broome County als Privattutorin und 1825 erneut in Sempronius als Lehrerin. Am 5. Februar 1826 heiratete sie Millard Fillmore, das Ehepaar bezog ein Haus in East Aurora, das Fillmore erbaut hatte.
Abigail unterrichtete zwei weitere Jahre lang, wodurch sie zur ersten Person wurde, die als verheiratete Ehefrau Geld verdiente und später First Lady war. Ihr einziger Sohn, Millard Powers Fillmore, wurde 1828 geboren. In Buffalo kam die Tochter Mary Abigail 1832 zur Welt.
Abigail verbrachte mehrere Jahre getrennt von ihrem Ehemann, als dieser in der State Legislature in Albany bzw. dem Kongress in Washington diente; und von ihren Kindern, als sie Millard während seiner zweiten Amtszeit nach Washington begleitete. Nachdem sie 1838 per Brief vom Tod ihrer Mutter erfuhr, soll sie geklagt haben, diese nicht noch einmal persönlich gesehen haben zu können. Der Angelobung ihres Mannes als Vizepräsidenten 1849 blieb sie fern und soll konstante Sehnsucht nach ihrem Mann in Washington, ihrem Sohn in Boston am College, und ihrer Tochter in einem Internat gehabt haben; während sie in Buffalo verblieb.
16 Monate später zog die Familie ins Weiße Haus. Der Tod von Zachary Taylor kam unerwartet, die Rolle der „First Lady“ war bislang als soziale verstanden werden. Abigail Fillmore beschränkte sich jedoch nicht auf das Ausrichten von Bällen und Empfängen, sondern trat laut Überlieferung auch bei offiziellen Zeremonien in Erscheinung; so beim Zusammentreffen mit einer Delegation der Sioux nach der Unterzeichnung eines Vertrages – dort soll sie die einzige Frau im Raum gewesen sein. Ein solches öffentliches Auftreten widersprach der vorherrschenden Idealisierung der Ehefrau als rein privater Person.
Die Gründung der Bibliothek des Weißen Hauses wird oftmals Abigail Fillmore zugeschrieben – jedoch forderte Millard bereits Geld dafür vom Kongress an, bevor Abigail das Weiße Haus erstmals betreten hatte. Dass der Präsident in späteren Jahren seiner Ehefrau den Credit für die Bibliothek gab, mag daran gelegen haben, dass er diese in Gedanken an sie einrichten ließ; oder an einem verlorengegangenen Briefwechsel.
Millard Fillmore soll sich mit seiner Ehefrau oftmals über politische Angelegenheiten unterhalten haben. Laut seinem Biografen William Elliott Griffis hat Abigail ihm geraten, das Fugitive Slave Law of 1850 nicht zu unterzeichnen, da seine Partei ihn sonst nicht wieder aufstellen würde. Millard unterzeichnete das Gesetz und wurde, wie vorhergesagt, nicht erneut als Präsidentschaftskandidat nominiert. Auch diese Anekdote ist nicht durch einen erhaltenen Briefwechsel belegt.
Am 4. März 1853 schied Millard aus dem Amt aus. Das Ehepaar plante eine Reise in den Süden, doch Abigail erlitt noch in Washington eine Lungenentzündung und verstarb nur 26 Tage später. Ausgelöst durch ihren Tod vertagten der Senat und das Kabinett des neuen Präsident ihre Sitzungen in Trauer; eine Rezeption, die zuvor keine First Lady erfahren hatte.